# پیتای بال‌آبی
پیتای بال‌آبی (نام علمی: P. moluccensis) پیتایی است از خانواده گنجشک‌سانان. این گونه بومی آسیای جنوب شرقی و استرالیا می‌باشد. این پرنده معمولاً از کرم‌ها، حلزون‌های با پوسته سخت و حشرات تغذیه می‌کند. طول این پرنده معمولاً ۱۸۰ تا ۲۰۵ میلی متر است. رنگ سر این پرنده سیاه، چانه سفید، سینه کهربایی است.